# Français Volants

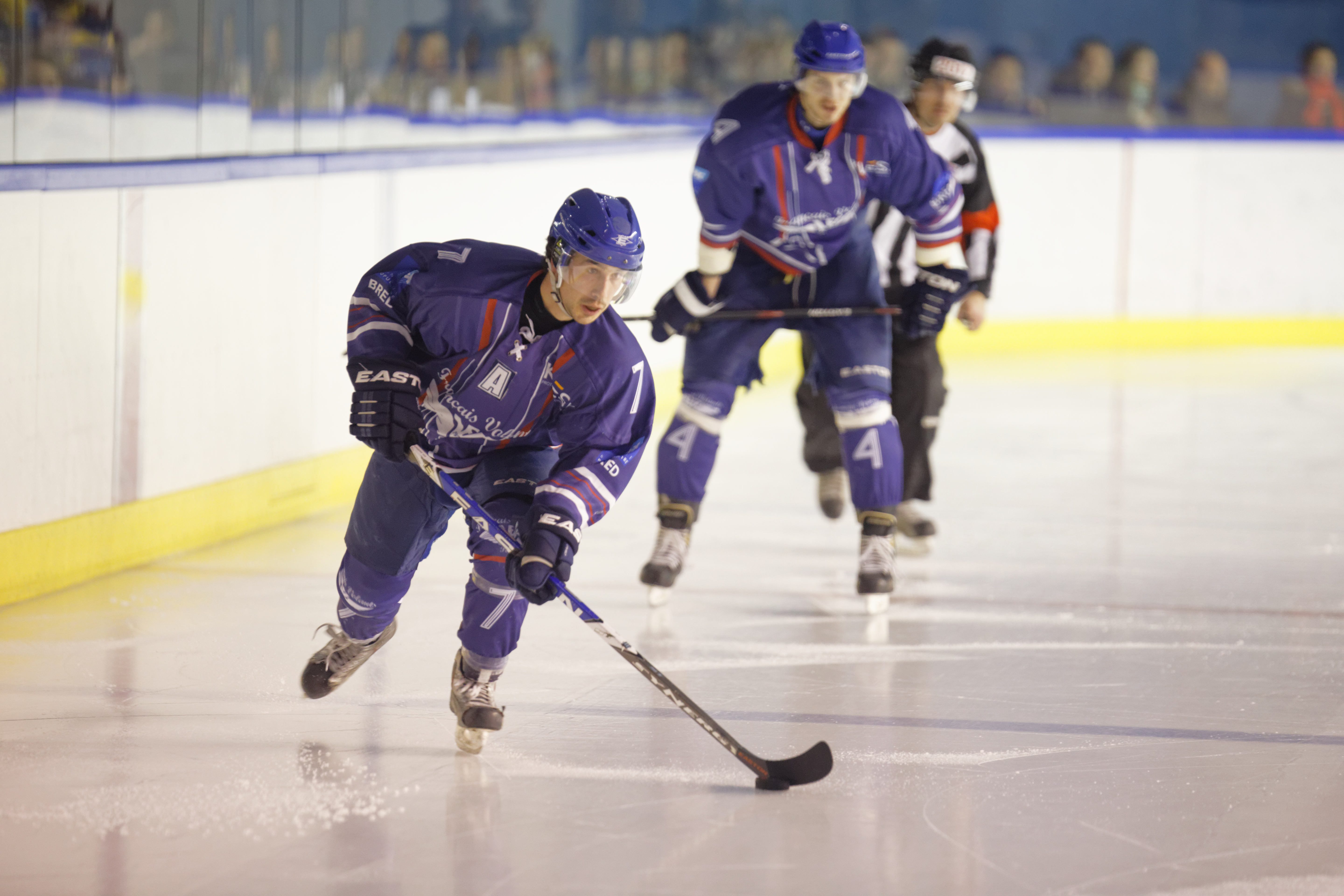

Die Français Volants sind eine französische Eishockeymannschaft aus Paris, die 1933 gegründet wurde und in der Division 2, der dritthöchsten französischen Eishockeyliga, spielt.

## Geschichte
Der Verein wurde 1933 vom französischen Eishockeyspieler Jacques Lacarrière gegründet. Den Namen Français Volants erhielt die Mannschaft in Anlehnung an den von den Briten verwendeten Spitznamen Flying Frenchmen für französische Eishockeymannschaften, die in den 1930er Jahren oft zu Gastspielen nach London reisten. Die Français Volants gewannen in den Jahren 1936, 1938 und 1989 jeweils den französischen Meistertitel. Im Anschluss an die letzte Meisterschaft konnte die Mannschaft, die über sechs Jahrzehnte lang ein fester Bestandteil der höchsten französischen Eishockeyspielklasse war, nicht mehr an die vorherigen Erfolge anknüpfen und spielt seither ausschließlich im Amateurbereich, in der Saison 2011/12 in der drittklassigen Division 2.

## Bekannte ehemalige Spieler
- Peter Almásy
- Patrick Daley
- Jacques Lacarrière
- Harond Litim
- Franck Pajonkowski
- Denis Perez